# Carl Menger
Carl Menger (Neu Sandez, 28 febbraio 1840 – Vienna, 26 febbraio 1921) è stato un economista austriaco.
Fu il fondatore della scuola austriaca di economia, nota per aver contribuito allo sviluppo della teoria dell'utilità marginale che confutava la classica teoria del valore-lavoro sviluppata da Adam Smith e David Ricardo, e portata alle estreme conseguenze da Karl Marx.

## Biografia

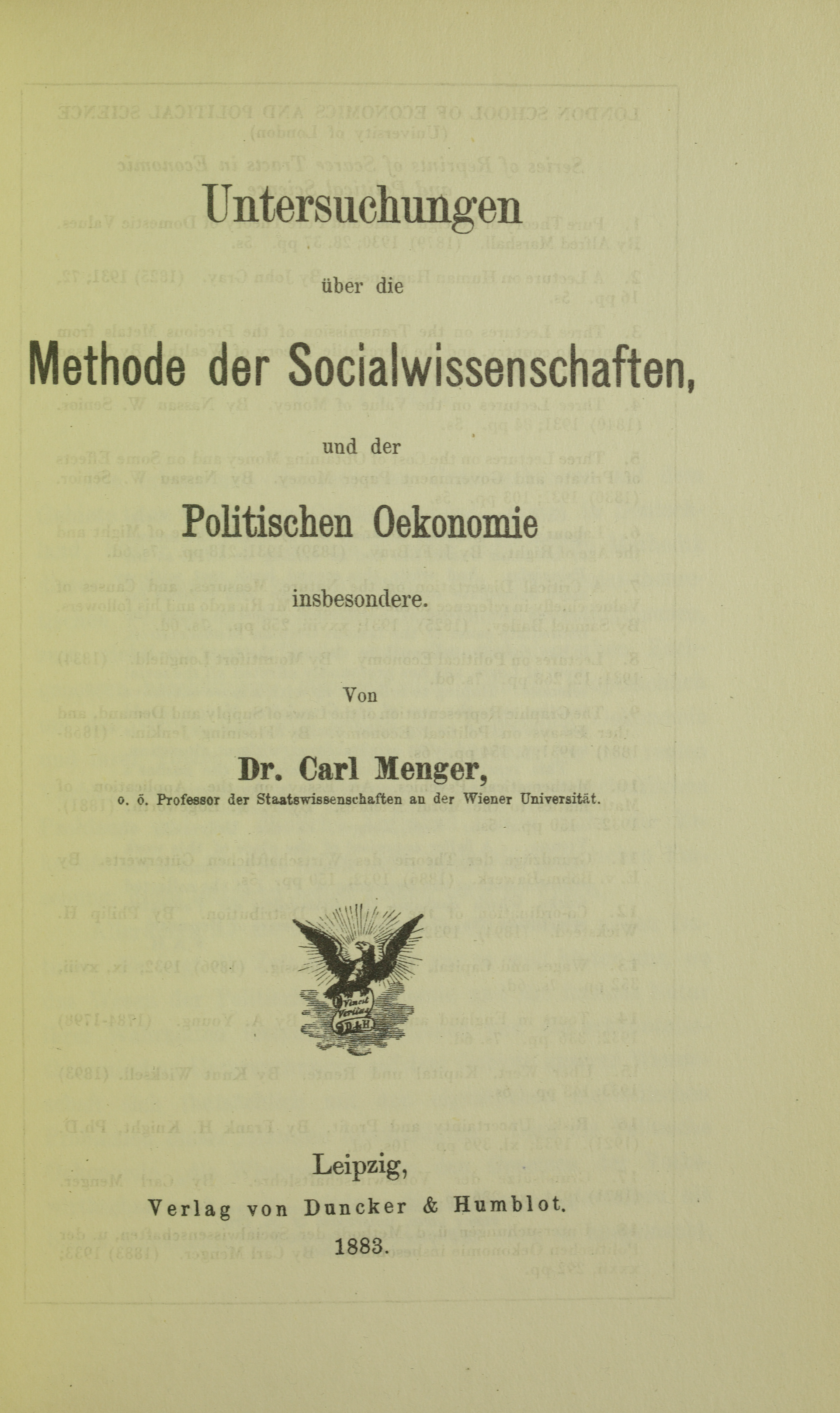
Untersuchungen über das Methode der socialwissenschaften und der politischen Ökonomie insbesondere, 1883

Menger nacque il 28 febbraio 1840 a Nowy Sącz, cittadina della Polonia, al tempo facente parte della Galizia (Impero austro-ungarico). Nacque in una famiglia della piccola nobiltà: il padre, Anton era un avvocato, mentre la madre, Caroline, era figlia di una famiglia di mercanti boemi molto benestante. Aveva anche due fratelli, Anton e Max, entrambi diventati famosi avvocati.
Dopo aver frequentato il gymnasium studiò giurisprudenza all'Università di Praga e a quella di Vienna e successivamente ottenne il dottorato in legge all'Università Jagellonica di Cracovia. Negli anni '60 Menger, lasciata la scuola, svolse il lavoro di giornalista e di analista di mercato per la Lemberger Zeitung a Leopoli, Ucraina, e per la Wiener Zeitung di Vienna.
Fu proprio in questi anni che Menger focalizzò le sue attenzioni sulle discrepanze tra le teorie degli economisti classici sulla formazione del prezzo e il reale funzionamento del mercato. Nel 1867 iniziò un approfondito studio dell'economia politica, studio che culminò con la pubblicazione avvenuta nel 1871 dei Principi di economia pura (Grundsätze), ovvero l'opera che ha gettato le basi della scuola austriaca. Fu proprio in questo lavoro che Menger confutò la teoria del valore-lavoro con il marginalismo, di cui egli fu uno dei padri.
Nel 1872 Menger venne assunto alla facoltà di giurisprudenza all'Università di Vienna e, contemporaneamente all'attività in facoltà, insegnò finanza ed economia attraverso una serie di seminari e scritti. Nel 1873 ricevette la cattedra di economia all'università, all'età molto giovane di 33 anni.
Nel 1876 Menger entrò sotto la tutela di Rodolfo d'Asburgo-Lorena, principe ereditario d'Austria e figlio di Francesco Giuseppe I d'Asburgo. Per due anni Menger accompagnò il principe in tutti i suoi viaggi, nell'Europa continentale prima e nell'arcipelago britannico poi. Svolse anche un ruolo importante nella stesura del pamphlet del principe, col quale si criticava duramente l'aristocrazia austriaca. La sua collaborazione con Rudolf d'Asburgo terminò nel 1889 con il suicidio di quest'ultimo (vedi Fatti di Mayerling).
Nel 1878 il padre di Rodolfo, l'imperatore Francesco Giuseppe I d'Asburgo, nominò Menger segretario della politica economica a Vienna. Gli venne conferito il titolo di consigliere di corte (Hofrat) e nel 1900 divenne membro della Camera dei signori d'Austria.
In una posizione sicura e di rilievo nel mondo accademico austriaco, Menger iniziò una difesa, nonché una rivalutazione, delle teorie e dei metodi esposti in Principles of Economics del 1871. Da questo lavoro nacque nel 1883 la pubblicazione intitolata Ricerche sul metodo delle scienze sociali e dell'economia politica in particolare (Untersuchungen über die Methode der Socialwissenschaften und der politischen Oekonomie insbesondere). Questo libro causò un acceso dibattito, durante il quale la scuola storica tedesca cominciò a definire in modo irrisorio il pensiero di Menger e dei suoi studenti "scuola austriaca", enfatizzando il distaccamento definito degli "austriaci" dal pensiero economico tedesco di allora. Nel 1884 Menger rispose a queste critiche con il saggio intitolato Gli errori dello storicismo nell'economia tedesca, saggio che non fece altro che acutizzare i contrasti e i dibattiti tra le due differenti scuole di pensiero economico. In questo periodo Menger cominciò ad attrarre discepoli con idee analoghe, che sarebbero andati avanti ed avrebbero lasciato il segno nel campo economico, tra essi i più notevoli furono Eugen von Böhm-Bawerk e Friedrich von Wieser.
Verso la fine degli anni '80 Menger fu incaricato di guidare una commissione che elaborasse una riforma monetaria per l'impero. Fu proprio in questi anni che Menger elaborò la sua teoria economica, attraverso una serie di scritti e pubblicazioni, tra cui spiccano La teoria del capitale (1888) e Sulle origini della moneta (1892). Nel 1903, dato il suo pessimismo sul mondo della cultura accademica tedesca, decise di rinunciare ad ogni incarico, compreso quello in facoltà, per concentrarsi sui suoi studi rimaneggiando la sua opera principale del 1871 apportandone ampie modifiche e specificazioni che saranno pubblicate postume solo nel 1923.
Morì il 26 febbraio 1921 all'età di 80 anni.

## Teoria del valore soggettivo
Come altri economisti che seguirono, Menger si propone di contribuire a conferire all'economia lo stesso statuto delle scienze naturali, individuando i fenomeni più semplici e servendosi di essi per spiegare quelli più complessi. Individua quindi una legge causale nella soddisfazione di bisogni umani procurata a ciascun individuo da cose utili. Inaugura con ciò quello che Joseph Schumpeter definirà individualismo metodologico: la fondazione dell'analisi economica esclusivamente sul comportamento degli individui, non più di classi di individui (proprietari fondiari, capitalisti, lavoratori) come nell'economia classica.
Menger precisa che l'utilità di un bene è requisito necessario ma non sufficiente per farne oggetto dell'economia. Un bene è economico se la quantità che se ne desidera è superiore a quella disponibile.
Se la quantità disponibile di un bene economico diminuisce, ciò comporta necessariamente la minore soddisfazione di un bisogno. Il valore di singole quantità di un bene risiede quindi nella maggiore o minore soddisfazione che possono causare. Beni diversi hanno valori diversi perché procurano soddisfazioni di diversa entità per motivi sia soggettivi che oggettivi. È soggettiva l'importanza attribuita a ciascun bene (il cibo è più importante del tabacco). Quanto ai motivi oggettivi, Menger argomenta che un bene può spesso soddisfare più bisogni e che, essendo la sua disponibilità limitata (per la definizione stessa di "bene economico"), ciascun individuo, disponendo di una data quantità del bene, soddisfa prima i bisogni più importanti, poi via via quelli meno importanti, fin dove può. Il valore del bene è dato dall'importanza dell'ultimo bisogno (in ordine di importanza) che riesce a soddisfare.
Il valore ha quindi per Menger un carattere soggettivo ed i beni oggetto di scambio non rappresentano eguali quantità di valore in senso oggettivo.
Il carattere di soggettività del valore economico (non tanto il "valore di scambio, ma il "valore d'uso per produrre, e soprattutto il "valore d'uso per il godimento), e quindi la sua teoricamente possibile tendenza asintotica all'assoluto, all'infinito, non raggiungibile da alcun prezzo, permette di non confondere mai più "costo" (oggettivo e misurabile) e "valore" (teoria del valore-lavoro), ma anche "prezzo" (convenzionale, oggettivabile, misurabile) e "valore" (teorie del profitto), perciò permette di non confondere mai più le teorie del valore con le "teorie del prezzo", e infine permette di non confondere il "profitto" con le forme di "surplus" produttivo (magari diffuso) senza profitto nominale, tra cui le importanti conseguenze del prezzo di costo generalizzato della concorrenza perfetta studiata soprattutto da Léon Walras.
Si ha scambio tra gli individui A e B se A ha beni che valgono per lui meno di quanto valgono per B, e viceversa. Ad esempio, se A ha 100 unità di grano che valgono per lui almeno 40 unità di vino, non darà mai più di 100 unità di grano per 40 unità di vino; se B ha 40 unità di vino che valgono per lui almeno 80 unità di grano, non cederà mai 40 unità di vino per meno di 80 unità di grano. Lo scambio tra i due è quindi possibile: è sufficiente che A dia meno di 100 unità di grano per il vino di B e B riceva per esso almeno 80 unità di grano. Sono economicamente possibili tutte le combinazioni intermedie (40 unità di vino di B contro 80, 81, ..., 90, ..., 95, ...100 unità di grano di A); tuttavia, gli sforzi opposti dei due individui di raggiungere ciascuno la maggiore soddisfazione per sé tende a far prevalere, per Menger, la media dei due estremi. Il prezzo di 40 unità di vino sarà quindi dato da 90 unità di grano e risulterà determinato solo da fattori soggettivi.

## Curiosità
- Carl Menger è il padre del famoso matematico Karl Menger.

## Opere
- Principles of Economics, 1871, Principi fondamentali di economia, Rubbettino, collana Biblioteca Austriaca Documenti (prima serie) n° 11
- Wilhelm Roscher, 1875
- Investigations into the Method of the Social Sciences: with special reference to economics, 1883, trad. it. Flavia Monceri, Sul metodo delle scienze sociali, Liberilibri, 1996
- The Fallacies of Historicism in German Political Economy, 1884, trad. it. Gli errori dello storicismo, Rusconi
- The Theory of Capital , 1888
- Toward a Systematic Classification of the Economic Sciences, 1889, trad. it Lineamenti di una classificazione delle scienze economiche, Rubbettino, collana Biblioteca Austriaca
- Nationalökonomische Literatur in Österreich, 1889
- Die Social-Theorien der classischen National-Ökonomie und die moderne Wirthshaftspolitik, 1891
- Geld, 1892, trad. it. Enzo Grillo, Denaro, Rubbettino, collana Biblioteca Austriaca Documenti (nuova serie) n°7, 2013
- On the Origins of Money Archiviato il 15 gennaio 2008 in Internet Archive., 1892, trad. it. Lorenzo Infantino, Sull'origine del denaro (ap. in Denaro), Rubbettino, collana Biblioteca Austriaca Documenti (nuova serie) n°7, 2013

### In lingua originale
- (DE) Carl Menger, Irrthumer des Historismus in der deutschen Nationalokonomie, Wien, Holder, 1884. URL consultato il 23 giugno 2015.
- (EN) Carl Menger, Untersuchungen über das Methode der socialwissenschaften und der politischen Ökonomie insbesondere, Series of reprints of scarce tracts in economic and political science 18, London, London school of economics and political science, 1933. URL consultato il 23 giugno 2015.
- (EN) Carl Menger, Grundsätze der volkswirtschaftslehre, Series of reprints of scarce tracts in economic and political science 17, London, London school of economics and political science, 1934. URL consultato il 23 giugno 2015. Principi di economia politica, 1976, UTET, Torino
- (EN) Carl Menger, Kleinere Schriften zur Methode und Geschichte der Volkswirtschaftslehre, Series of reprints of scarce tracts in economic and political science 19, London, London school of economics and political science, 1935. URL consultato il 23 giugno 2015.
- (EN) Carl Menger, Schriften über Geldtheorie und Währungspolitik, Series of reprints of scarce tracts in economic and political science 20, London, London school of economics and political science, 1936. URL consultato il 23 giugno 2015.